# Phyllotocus ruficollis
Phyllotocus ruficollis är en skalbaggsart som beskrevs av Macleay 1864. Phyllotocus ruficollis ingår i släktet Phyllotocus och familjen Melolonthidae. Inga underarter finns listade i Catalogue of Life.